# Estación Coronel Falcón
Coronel Falcón era una estación ferroviaria que se ubicaba en el paraje del mismo nombre, en el partido de Coronel Pringles, Provincia de Buenos Aires, Argentina.

## Historia
La construcción de la estación “Coronel Falcón” finalizó en 1910 a cargo del Ferrocarril Rosario a Puerto Belgrano y se inauguró el 19 de diciembre de 1910. Con una trocha de 1,676 m (ancha), fue construido con rieles tipo Vignole de 12 m de largo y 45 kg de peso por metro, estando sujetos a los durmientes con tornillos de acero, aquellos eran de quebracho colorado en número de 16 por cada largo de riel. Fue una estación de primera habilitada para pasajeros, encomiendas, cargas, telégrafo y hacienda. Esta última se despachaba o recibía con arreglo previo.